# Steven Dias
Steven Benedic Dias, född 25 december 1983 i Bombay, är en indisk före detta fotbollsspelare.
För Indiens landslag har Dias spelat 51 landskamper och han var med i Asiatiska mästerskapet 2011.